# Diócesis de Coira
La diócesis de Coira (en latín: Dioecesis Curien(sis), en alemán: Bistum Chur, en italiano: Diocesi di Coira y en romanche: Uestdiu da Cuera) es una circunscripción eclesiástica latina de la Iglesia católica en Suiza, inmediatamente sujeta a la Santa Sede. La diócesis tiene al obispo Joseph M. Bonnemain como su ordinario desde el 15 de febrero de 2021.

## Territorio y organización

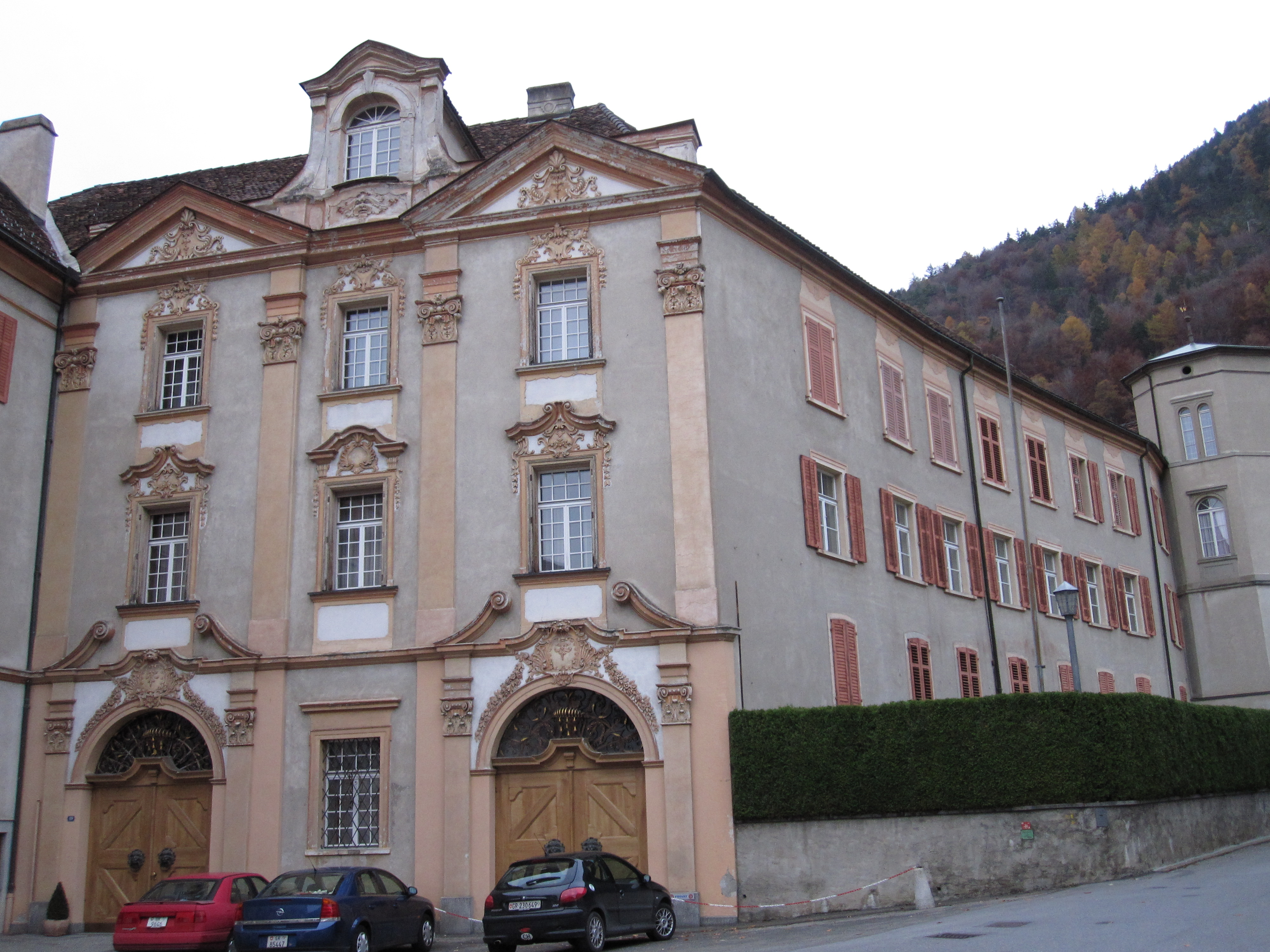
Palacio episcopal de Coira

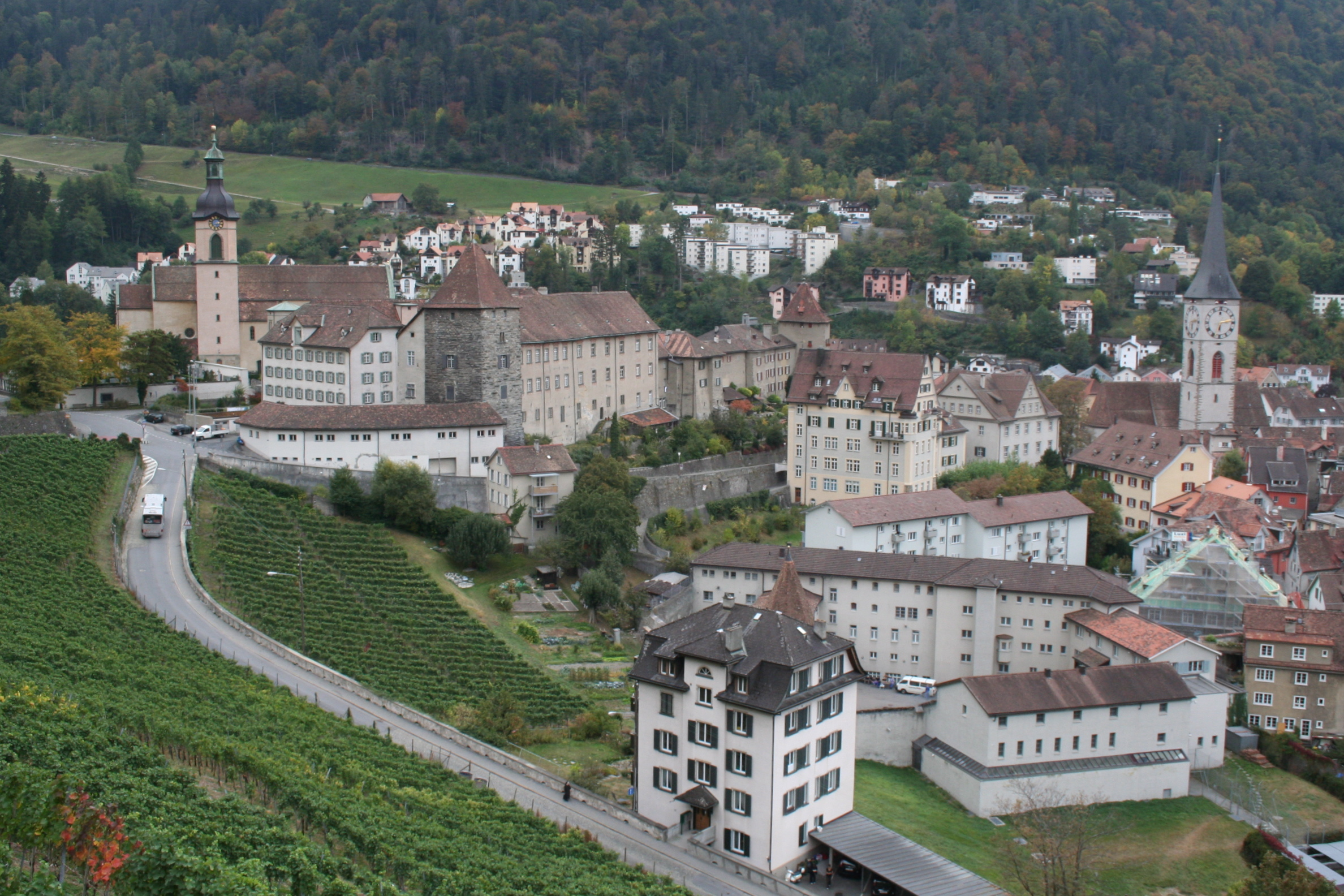
El Hof Chur, a la izquierda de la foto, de propiedad de la diócesis, comprende la catedral y el palacio episcopal; la iglesia a la derecha es la Martinskirche, iglesia protestante de Coira

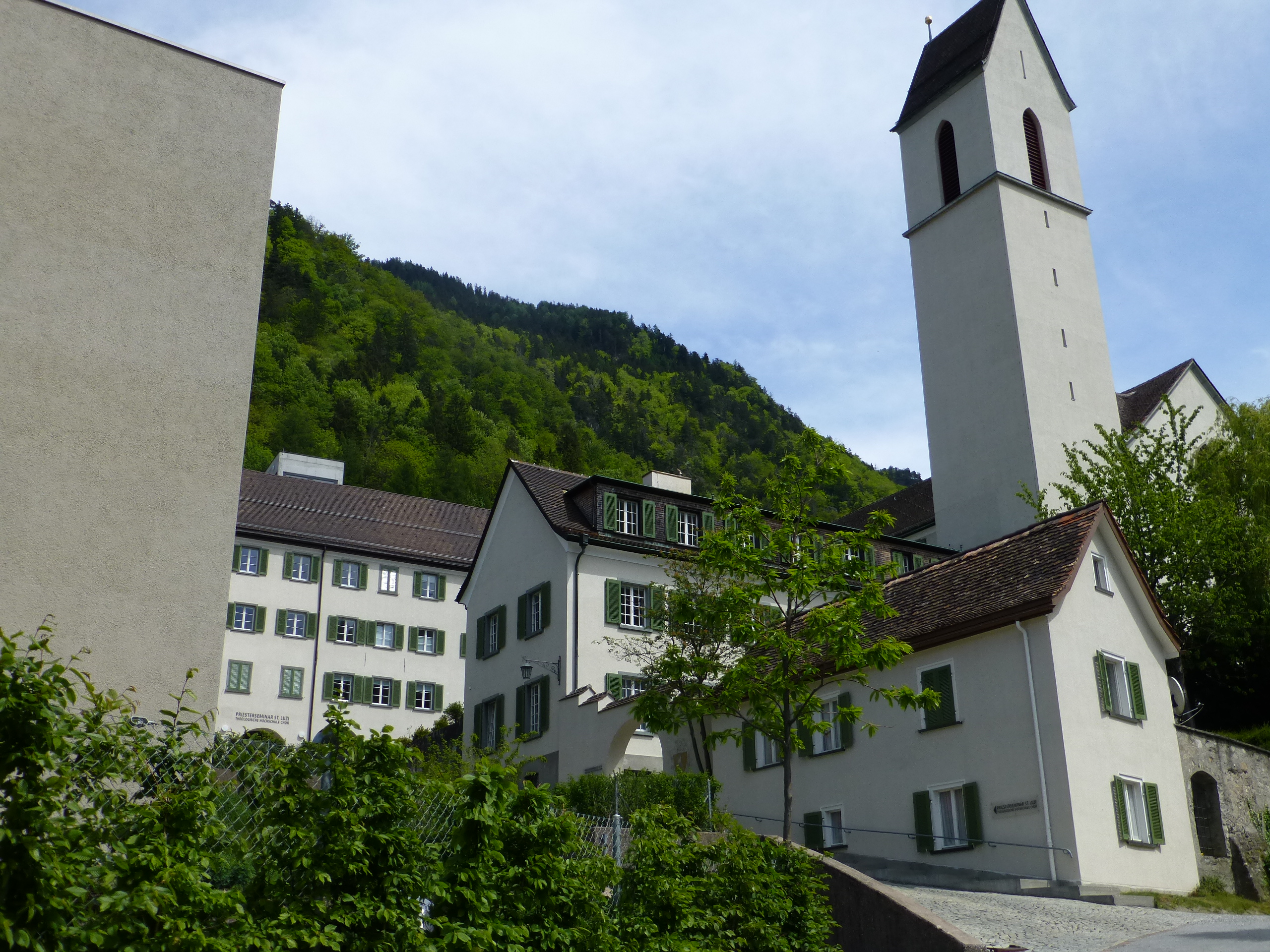
El seminario San Lucio de Coira

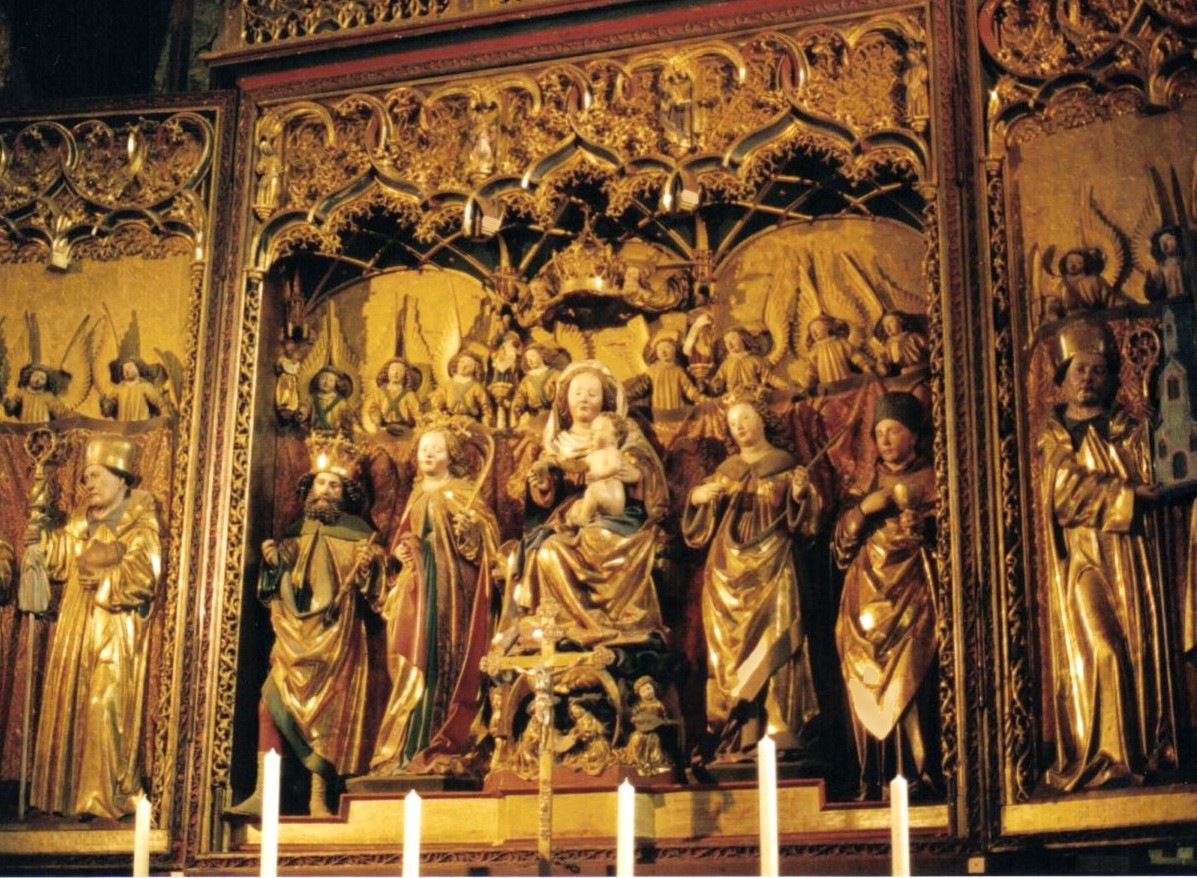
Frontal de altar de la catedral de Coira

La diócesis tiene 12 272 km² y extiende su jurisdicción sobre los fieles católicos de rito latino residentes en los cantones de: los Grisones y Schwyz y el valle de Orsera (o Urserental) en el cantón de Uri. El obispo ejerce únicamente las funciones de administrador apostólico en los cantones de Glaris, Zúrich, Obwalden, Nidwalden y el resto del cantón de Uri, pendientes de su adhesión formal a la diócesis.
La sede de la diócesis se encuentra en la ciudad de Coira, en donde se halla la Catedral de Santa María de la Asunción.
En 2019 en la diócesis existían 309 parroquias.
Durante la Edad Media el obispo ejerció una soberanía temporal sobre parte de los territorios de la diócesis formando el principado-obispado de Coira, feudo inmediato del Sacro Imperio Romano Germánico.
Junto con las diócesis de Basilea y de San Galo, la diócesis de Coira goza del privilegio de un procedimiento de elección del obispo concordado entre el capítulo de la catedral y la Santa Sede, privilegio confirmado por papa Pío XI en 1926.

## Historia

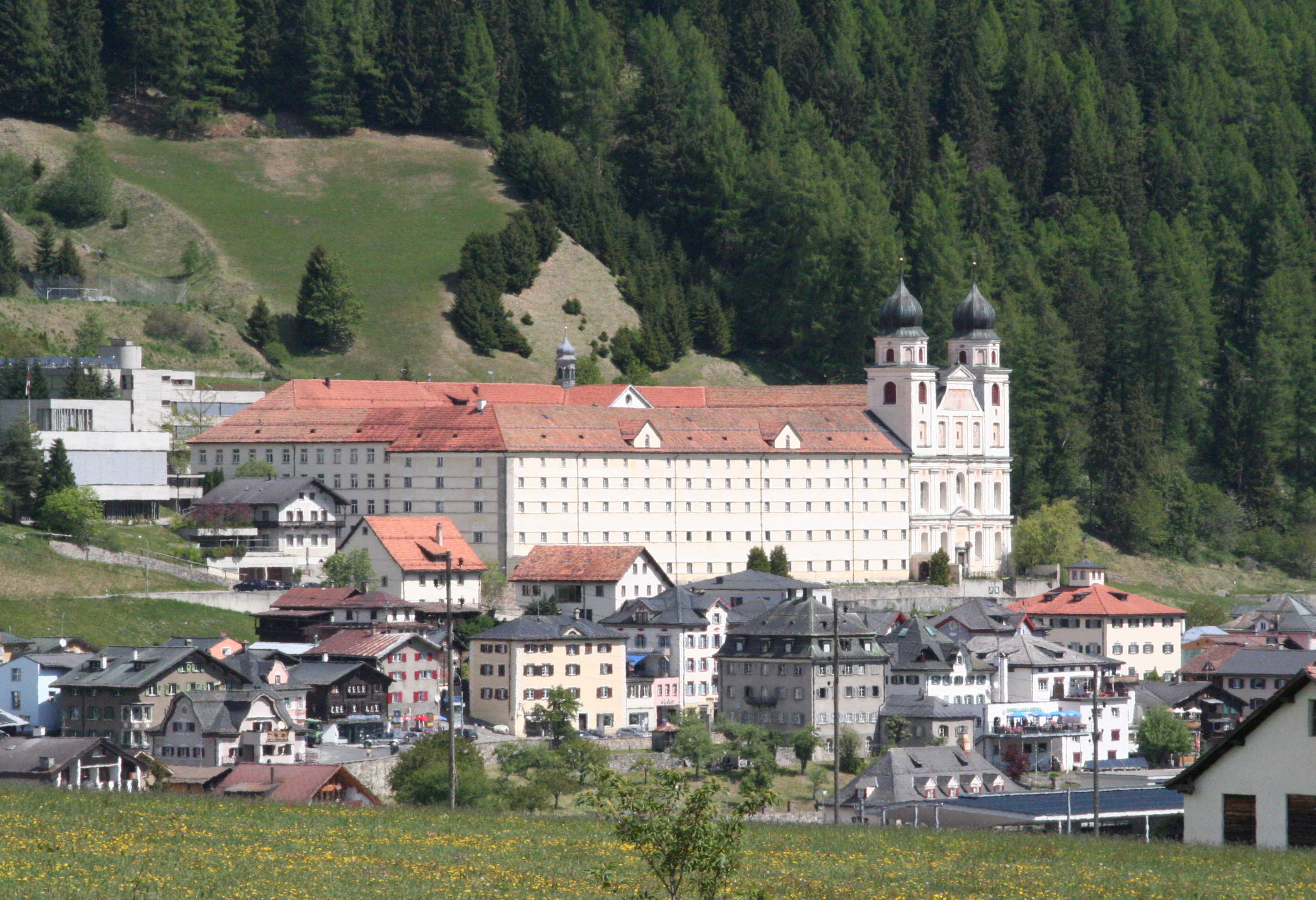
La abadía benedictina de Disentis, fundada en el

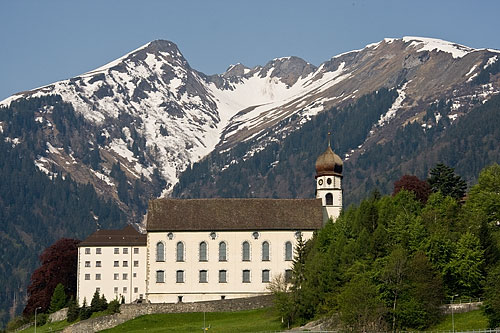
La abadía benedictina de Pfäfers, del

La historia de la diócesis de Coira está íntimamente ligada a la de la provincia romana de Recia prima, cuyos límites fueron durante mucho tiempo también los de la diócesis; por esta razón, la provincia a menudo también se llamaba Rezia Curiense.
El cristianismo llegó a esta región desde Italia. La tradición atribuye la evangelización y la fundación de la diócesis a Lucio, patrono de la Iglesia curiense. Producto de una duplicidad hagiográfica es confundido con Lucio, rey de Britania, del que según tradiciones locales murió mártir en Coira circa 176, y sus supuestas reliquias se conservan en la catedral.
Hay varios obispos reportados por la tradición local. Sin embargo, la primera mención de un obispo de Coria se remonta al 451; en ese año el obispo de Como firmó una carta sinodal del obispo de Milán al papa León I, también en nombre del obispo ausente de Coira, Asinio o Asimo: ... Asviso ecclesiae Curiensis primae Rhaetiae episcopo. Pero probablemente la diócesis existía ya un siglo antes. 
El episcopatus o dioecesis Curiensis perteneció a la metrópolis de Milán desde su fundación hasta el Tratado de Verdún en 843. A partir de ese año se convirtió en sufragánea de la arquidiócesis de Maguncia hasta 1801, cuando Maguncia fue reducida al rango de diócesis simple.
En el siglo VII se definieron los límites de la diócesis, que adquirió varios territorios hacia el sur del lago de Constanza, los que se mantuvieron sin cambios hasta el siglo XIX: «Incluía el territorio del actual cantón de los Grisones (sin Val Poschiavo), el valle del Rin hasta el desfiladero de Hirschensprung, l región de Sargans, la llanura de Linth, la parte norte del cantón de Glaris, el valle de Urseren, el territorio del Principado de Liechtenstein, el Vorarlberg hasta Götzis inclusive, el valle de Paznaun (Ischgl) y el Val Venosta hasta el río Passirio».
En un documento del obispo Víctor III al emperador Ludovico Pío (primera mitad del siglo IX), la presencia en el territorio diocesano de más de 230 iglesias y capillas y de siete monasterios, algunos inicialmente según la regla de san Columbano, se menciona posteriormente según la regla de San Benito en Disentis, Pfäfers, Tubre, Müstair, Cazis, Schänis y Mistail (municipio de Alvaschein); había también una escuela episcopal. A finales de la Edad Media se añadieron otras abadías, incluidas las premonstratenses de San Lucio en Coira, Churwalden y Klosters; y la cartuja de Senales cerca de Merano. 
A la política llevada a cabo por Carlomagno, tendiente a separar el poder temporal del religioso (siglos VIII y IX), se opuso la política de Otón I y sus sucesores (a partir del siglo X), que confirieron amplios poderes y privilegios a los obispos de Coira, dotándolos con diversas donaciones, sentando así las bases para el desarrollo del principado episcopal en la Baja Edad Media. En particular, los obispos de Coira tuvieron durante mucho tiempo el control del Puerto de Septimer, en ese momento la principal ruta de tránsito para cruzar los Alpes centrales. Esta concesión reforzó el poder temporal del obispado, y más tarde se convirtió en un príncipe dentro del Sacro Imperio Romano Germánico.
En 1079 fue elegido obispo Norberto, a pesar de haber sido excomulgado, en lugar del candidato romano Ulrich von Tarasp, quien sin embargo lo sucedió en 1098. El obispo Adelgott reformó los monasterios de Cazis, Müstair y Schänis, y fundó el de San Lucio en Coira. En la época de los emperadores Hohenstaufen (siglos XII y XIII), los obispos de Coira que controlaban los pasos réticos se pusieron del lado del emperador, lo que condujo a una doble investidura papal e imperial ya que y por un tiempo hubo dos obispos a la vez, siendo uno nombrado por el emperador y el otro por el papa. Entre 1251 y 1272 el obispo Heinrich von Montfort tuvo que enfrentarse a la nobleza local. El obispo Konrad von Belmont llamó a los dominicos a Coira en 1277; que fundaron el convento de San Nicolás y apoyaron al obispo en el cuidado de las almas, encontrando fuerte resistencia en el clero secular. En 1300 el obispo Siegfried von Gelnhausen adquirió la diócesis imperial de Coira de los barones Von Vaz y representó al emperador Enrique VII en Italia.
Con el Concordato de Viena de 1448 se concedió a los canónigos del cabildo catedralicio poder elegir al obispo diocesano.
En el siglo XV la diócesis se dividió en siete decanatos: Coira, Bajo Landquart (los distritos actuales de Sargans y Werdenberg en Liechtenstein), Walgau, Oberland y el valle de Urserental, Ob Churwalden, Engadina y Val Venosta.
En el siglo XVI, el advenimiento de la reforma protestante puso fin al principado eclesiástico; los obispos de Coira, sin embargo, mantuvieron una especie de señorío sobre algunos antiguos feudos de la diócesis, incluida la zona del Hof en Coira (sitio de la catedral y el castillo del obispo), Fürstenburg en Val Venosta, Grossengstingen en Suabia, Fürstenau y Obervaz en los Grisones.
Un acuerdo estipulado entre la Liga de la Casa de Dios y los obispos de Coira, y también aceptado por la Santa Sede, permitía por un lado la supervivencia de la diócesis en un territorio donde el protestantismo se extendía cada vez más, y por otro conducía a una cada vez más acentuaba injerencia de los laicos en la administración de la propia diócesis y en la elección de los obispos.
La dieta federal de 1804 decidió no secularizar el principado episcopal, que sin embargo perdió los territorios fuera de las fronteras suizas a favor de Austria; sólo en el Hof continuaron los obispos ejerciendo los derechos de soberanía temporal.
Incluso el territorio diocesano, en la primera mitad del siglo XIX, sufrió cambios sustanciales, que alteraron su fisonomía milenaria. En 1805, la diócesis perdió todos los territorios no suizos: Tirol y Vorarlberg, políticamente parte del Reino de Baviera y el Imperio austríaco; más tarde, después de 1816, fueron anexados a las diócesis de Trento y de Bresanona. Esto llevó al cierre del seminario diocesano de Merano, inaugurado en 1800, y su traslado en 1807 a la abadía premonstratense de San Lucio en Coira.
Con la pérdida de las regiones orientales, el territorio diocesano incluía solo tierras suizas, además del principado de Liechtenstein. En 1819 los territorios suizos de la diócesis de Constanza se dividieron entre las diócesis de Coira y Basilea. A Coira se le asignaron los cantones de Schwyz, Glaris, Obwalden, Nidwalden, Uri, Zúrich, San Galo, Appenzell Rodas Interiores, Cantón de Appenzell Rodas Exteriores y Schaffhausen.
El 2 de julio de 1823, como resultado de la bula Ecclesias quae antiquitate del papa Pío VII, el cantón de San Galo fue cedido a favor de la erección de la diócesis de San Galo, unida aeque principaliter a la de Coira hasta el 8 de abril de 1847, cuando fue dividida. En 1841 Coira cedió el cantón de Schaffhausen a la diócesis de Basilea. En 1866 los dos cantones de Appenzell fueron cedidos a la diócesis de San Galo.
En los otros cantones asignados en 1819 (es decir, Obwalden, Nidwalden, Glaris, Zúrich y Uri), los obispos de Coira aún hoy ejercen únicamente las funciones de administradores apostólicos. De hecho, en cumplimiento de las autonomías locales, cada cantón individual debía adherirse a la decisión pontificia con un acuerdo especial. Solo el cantón de Schwyz se unió definitivamente a la diócesis el 15 de diciembre de 1824; para los demás cantones se entablaron negociaciones con las autoridades cantonales en 1913, 1919 y 1924, pero fracasaron.
El acuerdo entre Suiza y la Santa Sede del 23 de octubre de 1869, que entró en vigor el 29 de agosto de 1870, estableció el paso de los municipios de habla italiana de Brusio y Poschiavo de la diócesis de Como a la de Coira.
Debido a la creciente importancia de Zúrich y al considerable aumento del número de católicos en su cantón, en 1956 se estableció allí un vicariato general. De hecho, en 1863 Zúrich tenía una sola parroquia, pero en 1928 había 41; además, en 1970, el 59% de los católicos de la diócesis vivían en el cantón de Zúrich.
Con el decreto Etsi salva del 28 de junio de 1948, el papa Pío XII modificó el método de elección del obispo, a partir de entonces elegido por el cabildo de la catedral no libremente, sino dentro de una terna proporcionada por la Santa Sede. En 1957, sin embargo, el mismo papa nombró un obispo con derecho de sucesión, Johannes Vonderach; esta situación se repitió en 1988 con el nombramiento del obispo coadjutor Wolfgang Haas, despertando tensiones entre los católicos de la diócesis.
El papa Juan Pablo II erigió la arquidiócesis de Vaduz el 2 de diciembre de 1997 con el territorio desmembrado de la diócesis de Coira (el decanato de Vaduz), sujetándola inmediatamente a la Santa Sede; el obispo de Coira, Wolfgang Haas se convirtió en su primer arzobispo. Su sucesor en Coira, Amédée Grab, fue elegido por el cabildo de la catedral, retomando la antigua costumbre; su sucesor, Vitus Huonder, también fue designado en 2007 siguiendo el procedimiento tradicional especial.
En 2012 la Corporación Católica Romana del cantón de Zúrich envió al obispo Huonder un documento para la división de la diócesis. En 2017 el obispo anunció que iniciaría un diálogo con las autoridades eclesiásticas del cantón de Zúrich. Las tensiones secesionistas de los católicos del cantón de Zúrich ya habían sido abordadas por la Conferencia de Obispos Suizos en la década de 1970 y se repiten periódicamente.
Tras la dimisión del obispo Vitus Huonder por razones de edad en mayo de 2019, el peculiar procedimiento para la elección del sucesor fue motivo de nuevas tensiones entre el capítulo de canónigos y la Santa Sede, tanto que en noviembre de 2020 el capítulo rechazó la propuesta de los tres nombres; por eso, el 15 de febrero de 2021, el papa Francisco nombró al obispo Joseph Marie Bonnemain, uno de los nombres presentes en la terna rechazada, sin la aprobación previa del capítulo, y al mismo tiempo aceptó la renuncia anticipada del obispo auxiliar Marian Elegante.

## Estadísticas
De acuerdo al Anuario Pontificio 2020 la diócesis tenía a fines de 2019 un total de 679 946 fieles bautizados.
| Año                                                                             | Población            | Población | Población      | Sacerdotes | Sacerdotes    | Sacerdotes    | Bautizados por sacerdote | Diáconos permanentes | Religiosos | Religiosos | Parroquias |
| Año                                                                             | Bautizados católicos | Total     | % de católicos | Total      | Clero secular | Clero regular | Bautizados por sacerdote | Diáconos permanentes | Varones    | Mujeres    | Parroquias |
| ------------------------------------------------------------------------------- | -------------------- | --------- | -------------- | ---------- | ------------- | ------------- | ------------------------ | -------------------- | ---------- | ---------- | ---------- |
| 1948                                                                            | ?                    | 980 162   | ?              | 960        | 545           | 415           | ?                        |                      | 497        | 3160       | 264        |
| 1970                                                                            | 555 360              | 1 311 930 | 42.3           | 974        | 574           | 400           | 570                      |                      | 400        | 2565       | 259        |
| 1980                                                                            | 790 000              | 1 690 000 | 46.7           | 973        | 571           | 402           | 811                      |                      | 477        | 1935       | 340        |
| 1990                                                                            | 726 000              | 1 631 000 | 44.5           | 787        | 480           | 307           | 922                      | 2                    | 365        | 1883       | 341        |
| 1999                                                                            | 684 930              | 1 649 000 | 41.5           | 659        | 422           | 237           | 1039                     | 17                   | 305        | 1116       | 305        |
| 2000                                                                            | 655 500              | 1 582 100 | 41.4           | 633        | 393           | 240           | 1035                     | 18                   | 308        | 1942       | 309        |
| 2001                                                                            | 631 020              | 1 593 555 | 39.6           | 616        | 388           | 228           | 1024                     | 28                   | 334        | 1100       | 309        |
| 2002                                                                            | 610 030              | 1 530 450 | 39.9           | 665        | 387           | 278           | 917                      | 31                   | 375        | 1075       | 309        |
| 2003                                                                            | 658 770              | 1 706 290 | 38.6           | 673        | 377           | 296           | 978                      | 28                   | 405        | 1065       | 309        |
| 2004                                                                            | 777 280              | 1 642 575 | 47.3           | 685        | 385           | 300           | 1134                     | 33                   | 366        | 977        | 309        |
| 2006                                                                            | 686 446              | 1 655 708 | 41.5           | 661        | 381           | 280           | 1038                     | 36                   | 395        | 965        | 308        |
| 2013                                                                            | 650 660              | 1 859 376 | 35.0           | 577        | 351           | 226           | 1127                     | 51                   | 340        | 917        | 312        |
| 2016                                                                            | 695 631              | 1 972 803 | 35.3           | 516        | 349           | 167           | 1348                     | 59                   | 279        | 795        | 310        |
| 2017                                                                            | 663 010              | 2 034 514 | 32.6           | 502        | 340           | 162           | 1320                     | 61                   | 267        | 702        | 309        |
| 2019                                                                            | 679 946              | 2 041 680 | 33.3           | 516        | 343           | 173           | 1317                     | 60                   | 278        | 750        | 309        |
| Fuente: Catholic-Hierarchy, que a su vez toma los datos del Anuario Pontificio. |                      |           |                |            |               |               |                          |                      |            |            |            |

## Episcopologio
- Purizio †
- Claudiano †
- San Ursicino †
- Sedonio †
- Eddo †
- Leutardo †
- Otcario †
- Notingo †
- Asinio † (mencionado en 451)
- San Valenziano (o Valentiniano) † (mencionado en 548)
- Paolino †
- Teodoro † (mencionado en 599)
- Vittore I † (mencionado en 614)
- Pasquale † (siglo VII)
- Vittore II † (siglo VIII)
- Vigilio † (siglo VIII)
- Tello † (antes del 759 circa-después del 765)
- Constanzo † (mencionado en 773 circa)
- Remedio † (mencionado en 800 circa)
- Vittore III † (mencionado en 831)
- Verendario † (antes del 836- después del 842)
- Hesso † (antes del 849- después del 868)
- Rothar † (?-13 de septiembre circa 887 falleció)
- Dietholf † (888- después del 913)
- Waldo † (antes del 920-17 de mayo de 949 falleció)
- Hartbert † (951-6 de enero de 971 falleció)
- Hiltibold † (circa 972- después del 988)
- Rupert † (antes del 1000)
- Ulrich † (circa 1000-después del 1024)
- Hartmann † (antes del 1030-1039/1040 falleció)
- Dietmar † (1040-28 de enero de 1070 falleció)
- Heinrich † (1070-23 de diciembre de 1078 falleció)
- Norbert † (1079-26 de enero de 1088 falleció)
- Ulrich von Tarasp † (1089-30 de julio de 1096 falleció)
- Wido † (1096-17 de mayo de 1122 falleció)
- Konrad von Biberegg † (29 de abril de 1123-2 marzo o 19 de mayo de 1142 falleció)
- Konrad † (circa 18 de julio de 1142-27 de marzo de 1150 falleció)
- Beato Adalgotto, O.Cist. † (4 de febrero de 1151- 3 de octubre de 1160 falleció)
- Egino von Ehrenfels † (16 de abril de 1167 consadrado-9 de agosto de 1170 falleció)
- Ulrich von Tegernfeld † (1170-1179 renunció)
- Bruno von Ehrenfels † (1179-1 de febrero de 1180 falleció)
- Heinrich von Arbon † (1180-9 de noviembre de 1193 falleció)
- Arnold von Mätsch † (1194-1200)
- Rainier † (1200-9 de noviembre de 1209 falleció)
- Arnold von Mätsch † (1209-24 de diciembre de 1221 falleció)
- Heinrich von Realte † (1221-1222 falleció)
  - Albrecht von Güttingen † (1221-1222)
- Rudolf von Güttingen † (1222-18 de septiembre de 1226 falleció)
- Berthold von Helffenstein † (1229-25 de agosto de 1233 falleció)
- Ulrich von Kyrburg † (1233-17 de enero de 1237 falleció)
- Volkhard von Neuenburg † (1 de noviembre de 1237-16 de octubre de 1251 falleció)
- Heinrich Montfort, O.P. † (1255-14 de noviembre de 1272 falleció)
- Konrad von Belmont † (1272-25 de septiembre de 1282 falleció)
- Friedrich von Montfort † (5 de enero de 1288-3 de enero de 1290 falleció)
- Berthold von Heiligenberg † (1290-17 de enero de 1298 falleció)
- Hugo von Montfort † (1298-3 de agosto de 1298 falleció)
- Siegfried von Geilnhausen † (20 de noviembre de 1298-19 de julio de 1321 falleció)
- Rudolf Ivon Montfort † (19 de marzo de 1322-1 de octubre de 1322 nombrado obispo de Costanza)
  - Rudolf Ivon Montfort † (1 de octubre de 1322-1324 o 1325 renunció) (administrador apostólico)
- Hermann von Eichenbach † (1324-1325)
- Johann von Pfefferhart † (12 de enero de 1325-23 de mayo de 1331 falleció)
- Ulrich von Lenzburg, O.E.S.A. † (14 de enero de 1331-24 de marzo de 1355 falleció)
- Peter Gelyto † (10 de enero de 1356-9 de enero de 1368 nombrado obispo de Litomyšl)
- Friedrich von Erdingen † (20 de noviembre de 1368-2 de abril de 1376 nombrado obispo de Bresanona)
- Johann von Ehingen † (2 de abril de 1376-30 de enero de 1388 falleció)
- Bartholomäus † (1388-1390 falleció)
- Antonius † (15 de febrero de 1390-prima del 18 de mayo de 1391 renunció)
- Hartmann di Werdenberg-Sargans † (24 de octubre de 1388-6 de septiembre de 1416 falleció)
- Johannes Ambundii † (28 de febrero de 1418-11 de julio de 1418 nombrado arzobispo de Riga)
- Johann Naso † (11 de julio de 1418-24 de enero de 1440 falleció)
  - Konrad von Rechberg † (24 de enero de 1440-1441 falleció) (obispo electo)
  - Heinrich von Hewen † (8 de marzo de 1441-1452 depuesto) (administrador apostólico)
- Anton de Tosabetis † (10 de mayo de 1456-1456 falleció)
- Leonhard Wyssmayer † (12 de noviembre de 1456-12 de enero de 1458 falleció)
- Ortlieb von Brandis † (31 de julio de 1458-25 de julio de 1491 falleció)
- Heinrich von Höwen † (9 de septiembre de 1491-6 de enero de 1505 renunció)
- Paul Ziegler von Ziegelberg † (6 de enero de 1505-25 de agosto de 1541 falleció)
- Licius Iter † (26 de abril de 1542-4 de diciembre de 1548 falleció)
- Thomas Planta † (19 de marzo de 1550-4 de mayo de 1565 falleció)
- Beatus di Porta † (24 de agosto de 1565-1581 renunció)
- Peter von Rascher † (6 de noviembre de 1581-3 de enero de 1601 falleció)
- Giovanni Flugi de Aspremont † (9 de abril de 1601-24 de agosto de 1627 renunció)
- Joseph Mohr von Zernetz † (10 de septiembre de 1627-6 de agosto de 1635 falleció)
- Giovanni Flugi de Aspremont † (22 de septiembre de 1636-24 de enero de 1661 falleció)
- Ulrich de Mont † (19 de diciembre de 1661-28 de febrero de 1692 falleció)
- Ulrich von Federspiel † (1 de diciembre de 1692-11 de octubre de 1728 falleció)
- Joseph Benedikt von Rost † (23 de marzo de 1729-12 de noviembre de 1754 falleció)
- Johann Anton von Federspiel † (21 de julio de 1755-27 de enero de 1777 falleció)
- Franz Dionysius von Rost † (28 de julio de 1777-31 de octubre de 1793 falleció)
- Karl Rudolf von Buol-Schauenstein † (12 de septiembre de 1794-23 de octubre de 1833 falleció)
- Johann Georg Bossi † (6 de abril de 1835-9 de enero de 1844 falleció)
- Kaspar de Carl ab Hobenbalken † (9 de enero de 1844 por sucesión-19 de abril de 1859 falleció)
- Nikolaus Franz Florentini † (26 de septiembre de 1859-27 de febrero de 1877 renunció)
- Kaspar (Balthasar) Willi, O.S.B.  † (12 de marzo de 1877-17 de abril de 1879 falleció)
- Francesco Costantino Rampa † (22 de septiembre de 1879-17 de septiembre de 1888 falleció)
- Johannes Fidelis Battaglia † (14 de febrero de 1889-12 de febrero de 1908 renunció[17])
- Georg Schmid von Grüneck † (13 de julio de 1908-6 de mayo de 1932 falleció)
- Laurenz Matthias Vincenz † (6 de mayo de 1932 por sucesión-29 de julio de 1941 falleció)
- Christian Caminada † (17 de octubre de 1941-18 de enero de 1962 falleció)
- Johannes Vonderach † (18 de enero de 1962 por sucesión-22 de mayo de 1990 retirado)
- Wolfgang Haas (22 de mayo de 1990 por sucesión-2 de diciembre de 1997 nombrado arzobispo de Vaduz)
- Amédée (Antoine-Marie) Grab, O.S.B. † (12 de enero de 1998-5 de febrero de 2007 retirado)[18]
- Vitus Huonder (8 de julio de 2007-20 de mayo de 2019 retirado)[19]
- Joseph Maria Bonnemain, desde el 15 de febrero de 2021